# 松浦有信
松浦 有信（まつら ありのぶ）は、江戸時代中期の大名。肥前国平戸藩の第7代藩主。官位は従五位下・壱岐守。

## 略歴
第6代藩主・松浦篤信の長男として誕生した。母は小宮氏。正室は大河内松平信祝の娘・多代。
享保12年（1727年）、父が病気を理由に隠居したため、その跡を継いで藩主となった。そして父の後を受けて藩政改革に乗り出したが、翌年に病に倒れ、8月25日に平戸城にて死去した。享年19。嗣子がなく、弟の誠信を養嗣子として跡を継がせた。墓所は平戸市の雄香寺。法号は等覚院殿前壱州太守天麟英心大居士。

## 系譜
- 父：松浦篤信（1684年 - 1757年）
- 母：小宮氏
- 正室：多代（1710年 - 1728年） - 松平信祝
- 養子
  - 男子：松浦誠信（1712年 - 1779年） - 実弟